# Valerie Niehaus
Pour les articles homonymes, voir Niehaus.
Valerie Niehaus, née le 11 octobre 1974 à Emsdetten, est une actrice allemande.

## Biographie
Valerie Niehaus est née à Emsdetten en Allemagne. Elle a étudié à la Lee Strasberg Theatre Institute à New York de 1997 à 1999.
Elle vît actuellement à Berlin avec son fils.[réf. nécessaire] Elle est surtout connue pour avoir joué dans plusieurs téléfilms et séries télévisées comme Le Journal de Meg, où elle interprète le Dr Gina Amsel.

## Filmographie

### Cinéma

#### Longs-métrages
- 1999 : St. Pauli Nacht de Sönke Wortmann
- 2000 : Flashback – Mörderische Ferien de Michael Karen : Jeanette Fielmann
- 2006 : Confession d'un cannibale (Rohtenburg) de Martin Weisz : Margit
- 2016 : Trieb de Eric Stehfest : Valeria

#### Courts-métrages
- 2002 : Königskinder : Hanna
- 2006 : Beastly Male : Steffi

### Télévision

#### Téléfilms
- 2000 : Die Gefesselten de Donald Kraemer : Luise Reimann
- 2001 : S.O.S amour de Gloria Behrens : Saskia Jansen
- 2001 : Le parfum de la trahison de Michael Keusch
- 2001 : L'Affaire Vera Brühne de Hark Bohm : Helga Haddenhorst
- 2002 : Der Duft des Geldes de Karl Kases : Antonia Lenz
- 2002 : Amnésie et rock n'roll de Donald Kraemer : Ina/Jula
- 2003 : Le Choix d'Irina de Sharon von Wietersheim : Irina Burger
- 2005 : Rouler... ou mourir ! de Lars Montag : Kristina Holzbauer
- 2006 : Rose unter Dornen de Dietmar Klein : Sofie Winter/Wahlberg
- 2007 : Mein alter Freund Fritz de Dieter Wedel : Vanessa
- 2008 : Mogadiscio de Roland Suso Richter : Birgit Röhll
- 2008 : Die Gustloff de Joseph Vilsmaier : Erika Galetschky
- 2009 : Tierisch Verliebt de Ariane Zeller : Katherina Mohr
- 2009 : Les Ailes du courage de Edzard Onneken : Andrea Schubert
- 2009 : Eine Liebe in St. Petersburg de Dennis Satin : Nora Sanders
- 2010 : À quoi pensent les hommes ? de Sophie Allet-Coche : Maja Nielsen
- 2010 : L'Amour au pied du sapin de Peter Sämann : Annemarie Eggert
- 2010 : Garmischer Bergspitzen de Dietmar Klein : Christa Sailer
- 2011 : La Mélodie du destin de Miguel Alexandre : Gitta
- 2011 : Das große Comeback de Tomy Wigand : Heike Plausen
- 2011 : Marie X (Ausgerechnet Sex!) de Andi Niessner : Marie Hausmann
- 2012 : Überleben an der Wickelfront de Titus Selge : Esther Lindemann
- 2012 : Ma mère est un robot (Mich gibt's nur zweimal) de Oliver Dommenget : Karin Schreiber
- 2012 : Beutolomäus und der falsche Verdacht de Hannes Spring : Liliane Lercke
- 2013 : La Belle Espionne de Miguel Alexandre : Vera von Schalburg
- 2013 : L'Ennemi dans ma vie (Der Feind in meinem Leben) de Bernd Böhlich : Sabine Breiler
- 2014 : Les Cœurs des femmes de Sophie Allet-Coche : Karo
- 2014 : Der Rücktritt de Thomas Schadt : Petra Diroll
- 2015 : Überleben an der Scheidungsfront de Titus Selge : Dieter Lindemann
- 2015 : Mordshunger - Wilder Westen de Marcus Weiler : Carola Schulze
- 2015 : Guerre froide sous les tropiques de Andi Niessner : Sandy
- 2015 : Drunder und Brüder de Ulli Baumann : Charlotte Sander
- 2016 : Verdammt verliebt auf Malle de Ulli Baumann : Antonia Limpinski
- 2016 : Drei Enkel für Jella de Enno Reese : Hilke

#### Séries télévisées
- 1990 : Rote Erde (de)
- 1995-1997 : Verbotene Liebe : Julia von Anstetten/Julia Sander (408 épisodes)
- 1997 : Rosamunde Pilcher : Christabel Lowyer (1 épisode)
- 1996 : Klink unter Palmen : Christine (3 épisodes)
- 2001 : Rex, chien flic : Sabine Bauer (1 épisode)
- 2001 : Ein unmöglicher Mann (Mini-série) : Gaby Zerlinski
- 2001 : Der Fahnder : Marita Langen (1 épisode)
- 2001 : Balko : Claudia Scholler (1 épisode)
- 1999-2004 : Soko brigade des stups (SOKO 5113) : Tina/Tanja/Lea (3 épisodes)
- 2004 : Inga Lindström : Hanna Bellmann (1 épisode)
- 2006 : Alles über Anna : Anna Hoffmann (10 épisodes)
- 2007 : Mission sauvetages : Sarah Liebermann (1 épisode)
- 2008 : Unser Mann im Süden : Paula Arnsberg (1 épisode)
- 2009 : SOKO Stuttgart : Anna Tietz (1 épisode)
- 2009 : Küstenwache : Franziska Nickel (1 épisode)
- 2009-2010 : Commissaire LaBréa : Céline Charpentier (3 épisodes)
- 2009-2010 : Der Landaazt : Constanze Wensel (6 épisodes)
- 2010 : SOKO Donau : Isabel Frohner (1 épisode)
- 2011 : Stoberg : Anja Thiel (1 épisode)
- 2011 : Rosa Roth : Betty Paul (1 épisode)
- 2009-2011 : Le Journal de Meg : Dr. Gina Amsel (4 épisodes)
- 2011 : FunnyMovie : Wanda Mental (1 épisode)
- 2005-2011 : Commissaire Brunetti : Signora Fornari/Signora Gismondi (2 épisodes)
- 2012 : Double Trouble : Katja Lensky (1 épisode)
- 2013 : Jripo Holsein - Mord und Meer : Bettina Düttmann (1 épisode)
- 2013 : Herzens brecher : Jana Sender (1 épisode)
- 2013 : Alerte Cobra : Dr. Veronika Graf (1 épisode)
- 2014 : Schmidt -Chaos aud Rezept : Heike Dietz (1 épisode)
- 2015 : Der Lack ist ab : Dagmar (1 épisode)
- 2015 : Crossing Lines : Lana Goss (1 épisode)
- 2016 : Die Spezialisten - Im Namen der Opfer : Dr. Katrin Stoll (10 épisodes)